# Daniel Gauvain
Pour les articles homonymes, voir Gauvain (homonymie).
Daniel Gauvain est un footballeur professionnel français, né le 5 février 1956 à Sottevast.
Il évoluait au poste de milieu de terrain.

## Clubs
- 1975-1981 :  Lille OSC (D1) : 40 matchs, 0 but[1]
- 1982-1985 :  SM Caen (D2) : 1 match, 0 but